# Laphria ivorina
Laphria ivorina är en tvåvingeart som beskrevs av H. Oldroyd 1968. Laphria ivorina ingår i släktet Laphria och familjen rovflugor.
Artens utbredningsområde är Elfenbenskusten. Inga underarter finns listade i Catalogue of Life.